# Ms. Pac-Man
Ms. Pac-Man (ミズ・パックマン?, Mizu Pakkuman) è un videogioco arcade del 1981 pubblicato da Midway Games. Secondo titolo della serie Pac-Man, è stato convertito per numerosi home computer e console, oltre a essere incluso in diverse raccolte di giochi tra cui Namco Museum.
Il titolo, non realizzato ufficialmente da Namco, introduce il personaggio di Ms. Pac-Man. Ms. Pac-Man è considerato uno dei più popolari cabinati degli anni 1980, in particolare in America settentrionale.

## Trama
I quattro soliti fantasmi (antagonisti del precedente capitolo) sono tornati e vogliono vendicarsi. Pac-Man è stato imprigionato e dovrà essere salvato da Ms. Pac-Man.
Ms. Pac-Man (ミズパックマン?, Mizu Pakkuman, signora Pac-Man) è la moglie di Pac-Man, nonché la madre di suo figlio. Essa viene rappresentata quasi come Pac-Man nei giochi arcade, se non fosse per un fiocco rosso in testa, rossetto, ciglia lunghe e neo sul viso.
Al termine di determinati livelli vengono mostrate delle scenette di intermezzo, Act I, Act II e Act III, dove Pac-Man e Ms. Pac-Man prima si incontrano mentre sfuggono ai fantasmi, poi lei insegue lui, infine si vede la cicogna che porta il loro Pac-bambino.
Ms. Pac-Man ricomparirà come coprotagonista in altre opere come la serie animata Pac-Man, dove ha anche arti, naso e capelli castani.

## Modalità di gioco
Il gioco si basa sugli stessi punti che fecero la forza di Pac-Man, ovvero tentare di mangiare tutte le palline prima che i quattro fantasmi che si aggirano nel labirinto mangino te.
Tra le modifiche apportate nel nuovo titolo, oltre all'aspetto del protagonista, troviamo:
- Il labirinto è ora di quattro forme e colori differenti che cambiano ogni due livelli. Le pareti interne hanno colore pieno e non solo contorni.
- Ci sono due coppie di "warp-tunnel" (ovvero i tunnel che trasportano dalla parte opposta del labirinto).
- I due frutti che compaiono in ogni schermo entrano dai warp-tunnel, girano per un po' nel labirinto e, se non mangiati, riescono dagli stessi.
- Il comportamento dei fantasmi non obbedisce sempre alle stesse regole.

Rispetto a Pac-Man viene quindi tolta ai giocatori esperti la possibilità di applicare tattiche di gioco ripetitive che gli permettevano di andare avanti praticamente a oltranza.
Il gioco soffre, come d'altronde il suo predecessore, di un bug che impedisce di proseguire oltre il 255º livello. Nel livello 256 infatti il labirinto scompare, così come i puntini da mangiare rendendo il gioco ingiocabile.

## Storia
Dopo il grande successo di Pac-Man iniziarono a spuntare un po' dappertutto hack, kit di miglioramento, e cloni vari; ci furono denunce e procedimenti legali che venivano lanciate da industrie videoludiche di tutto il mondo contro le case di quei prodotti che sembravano troppo simili al loro.
Proprio in quei tempi la General Computer Corporation (GCC) propose alla Midway Games, casa che aveva distribuito Pac-Man nel continente americano, la produzione di un nuovo kit di miglioramento, dicendo di aver vinto il procedimento legale contro la Atari e che necessitavano soltanto del nulla-osta della Midway Games.
La Midway suggerì però un seguito del tutto nuovo piuttosto di un semplice kit di miglioramento. Così la GCC iniziò a lavorare su quello che sarà il futuro Ms. Pac-Man. Infatti il gioco ebbe ben due nomi provvisori: inizialmente fu chiamato Mrs. Pac-Man ma, a causa della difficoltà da parte di alcune impiegate della Midway di accettare un nome simile, venne cambiato in "Miss Pac-Man". Notando però il 3° intermezzo in cui Pac-Man e signora davano il benvenuto a Baby Pac-Man, il nome cambiò verso la forma definitiva di Ms. Pac-Man.

## Porting
- Console:
  - Atari 2600 (1982)
  - Atari 5200 (1983)
  - Atari 7800 (1984)
  - Atari Lynx (1990)
  - Nintendo Entertainment System (1993)
  - Sega Game Gear (1993)
  - Nintendo Game Boy (1993)
  - Super Nintendo (1996)
  - Sony PlayStation o PSX (1996, "Namco Museum Vol.2")
  - Nintendo 64 (1999, "Namco Museum 64")
  - Sega Dreamcast (1999, "Namco Museum")
  - Sony PlayStation 2 (2001 o PS2, "Namco Museum")
  - Nintendo GameCube (2002, "Namco Museum")
  - Microsoft Xbox (2002, "Namco Museum")
  - Sony PlayStation Portable o PSP (2005)
  - Microsoft Xbox 360
  - Sony PlayStation 3 o PS3 (2007)
  - Apple iPod (2008)
  - Philips CD-i
- Computer:
  - Commodore VIC-20 (1983)
  - Commodore 64 (1984)
  - Apple II